# Arsenio Martínez Campos
Arsenio Martínez-Campos Antón (Segóvia, 14 de dezembro de 1831 – Zarautz, 23 de setembro de 1900) foi um militar e político da Espanha. Ocupou o lugar de presidente do governo de Espanha de 1879 a 1879.

## Vida
Martínez-Campos foi treinado na Escola de Estado-Maior em Madrid, de onde saiu como um tenente, participou do Estado-Maior General Leopoldo O'Donnells em 1859 na Espanha e Marrocos Guerra e foi promovido a comandante de batalhão na mesma.
Em 1864 foi enviado para o exército em Cuba com a patente de coronel, onde permaneceu até 1870. Depois de retornar à Espanha, ele lutou à frente de uma brigada contra os carlistas no norte, foi após a abdicação do rei Amadeus em 1873 por causa de sua atitude hostil para com a Primeira República Espanhola deposta e presa, mas em 1874 liberada e à frente da divisão encontrada com o qual ajudou a libertar Bilbao e foi o primeiro a se mudar para a cidade libertada em 1º de maio.
Ele então comandou o terceiro corpo contra os carlistas na luta em Estella (final de junho de 1874). Sua bravura e seus sucessos o tornaram tão popular com o exército que no final de 1874 ele foi capaz de proclamar rei o príncipe Alfonso de Bourbon em Sagunto.
Alfonso XII nomeou-o Capitão Geral da Catalunha e Comandante-em-Chefe do Exército do Norte; Com a vitória de Peña de Plata (março de 1876) sobre o pretendente carlista Dom Carlos (VII), pôs fim à terceira (e última) Guerra Carlista e foi promovido a Capitão Geral do Exército.
Em 1877, Martínez-Campos assumiu o comando de Cuba para suprimir a luta pela independência cubana contra a Espanha (1868-1898). Em contraste com seus predecessores (e seus sucessores), ele percebeu que a guerra contra o exército guerrilheiro dos Mambises não poderia ser vencida militarmente, apenas uma ofensiva política prometia sucesso. Por meio de uma ofensiva militar e de concessões concorrentes, especialmente à burguesia açucareira cubana (Paz de Zanjón 1878), ele conseguiu dividir o movimento de independência. Em uma reunião entre o general cubano Antonio Maceo e Martínez-Campos, Maceo declarou que continuaria a guerra contra a Espanha (Protesta de Baragua); um ano depois, ele teve que desistir da luta. Como o primeiro-ministro espanhol Cánovas de Castillo recusou especialmente as concessões financeiras, Martínez-Campos assumiu a direção do governo espanhol em março de 1879 para obter a aprovação de sua política cubana das Cortes.
Como as Cortes se recusaram, Martínez-Campos renunciou ao gabinete, aliou-se a 'oposição dinástica' de Sagasta, derrubou seu oponente Antonio Cánovas del Castillo em 1881 e depois assumiu o ministério da guerra no novo governo retido até 1883. Em 1887 foi nomeado capitão-geral de Madrid.
Em 1889, ele se tornou capitão-geral da Catalunha e sobreviveu a um ataque em Barcelona em 24 de setembro de 1893. Em novembro de 1893, foi nomeado comandante-chefe das tropas que operavam contra o Kabyle em Melilla (→ Primeira Guerra do Rife). Sua dura repressão aos jornalistas levou à derrubada do Ministério de Sagasta. Pouco tempo depois, ele foi enviado para lutar contra outro levante que eclodiu em Cuba. Desta vez, o levante não pôde ser reprimido e o governo não concordou com as reformas necessárias. Martínez-Campos foi, portanto, reconvocado em janeiro de 1896 e desde então tem assento no Senado, cujo presidência ele assumiu em 1899 até sua morte.
Martínez-Campos morreu em 23 de setembro de 1900 em Zarauz. 